# ويليام بارتون روجرس
ويليام بارتون روجرز (بالإنجليزية: William Barton Rogers)(7 ديسمبر 1804 – 30 مايو 1882)، جيولوجي وفيزيائي أمريكي، ومؤسس معهد ماساتشوستس للتكنولوجيا وأول رئيس له.
كان روجرز محاضرًا مرموقًا في العلوم الفيزيائية، ودرّس في كلية ويليام وماري بين عامي 1828 و1835، ثم في جامعة فرجينيا من 1835 إلى 1853. وخلال عمله في جامعة فرجينيا، شغل منصب أول جيولوجي للولاية وقاد أول مسح جيولوجي لفرجينيا. وبعد أن التقى إيما سافاج في بوسطن، تزوجها وانتقل إلى هناك عام 1853.
كان روجرز من أنصار الملاحظة العملية والتفكير العلمي، وكان يؤمن بأن أي جامعة تُعنى بـ"الفنون النافعة" ستكون ضرورية في عصر التقدم الصناعي. وفي عام 1861، حصل على تمويل من الهيئة التشريعية في ولاية ماساتشوستس لإنشاء "معهد للتكنولوجيا". وعندما افتُتح المعهد عام 1865، تولى روجرز منصب أول رئيس له، بالإضافة إلى تدريسه لمادة الفيزياء.
تنحى عن مهامه عام 1868بسبب تدهور صحته، إلا أنه ظل نشطًا في تطوير المناهج الدراسية، وجمع التبرعات، والدعوة لتعليم الجنسين. عاد إلى رئاسة المعهد عام 1878، لكنه تنحى مرة أخرى بعد ثلاث سنوات، وتوفي أثناء إلقائه خطاب التخرج في المعهد عام 1882.
خلال الفترة التي عاش فيها روجرز في ولاية فرجينيا، كان يمتلك عبيدًا؛ حيث سُجّل أن لديه اثنين من العبيد في منزله عام 1840، وستة عبيد في عام 1850، من بينهم طباخته إيزابيلا غيبونز.

## روابط خارجية
- ويليام بارتون روجرس على موقع الموسوعة البريطانية (الإنجليزية)
- ويليام بارتون روجرس على موقع إن إن دي بي (الإنجليزية)